# Dryomys
Dryomys é um gênero de roedores da família Gliridae.

## Espécies
- Dryomys laniger Felten & Storch, 1968
- Dryomys niethammeri Holden, 1996
- Dryomys nitedula (Pallas, 1778)